# Picconia excelsa
Picconia excelsa is een groenblijvende struik of kleine boom uit de olijffamilie (Oleaceae). De soort is endemisch in Macaronesië, waar deze voorkomt op de Canarische Eilanden en Madeira.
De boom is kenmerkend voor het inheemse laurierbos of laurisilva.

## Naamgeving enetymologie
- Synoniemen: Notelaea excelsa (Aiton) Webb & Berthel., Olea excelsa Aiton, Olea maderiensis Steud.
- Spaans: Palo blanco

De botanische naam Picconia is een eerbetoon aan de 19e-eeuwse Italiaanse abt en tuinbouwer Giammaria Picconi. De soortaanduiding excelsa komt uit het Latijn en betekent "zeer hoog".

## Kenmerken
Picconia excelsa is een groenblijvende struik of kleine boom. In tegenstelling tot de meeste soorten uit de olijffamilie, kan hij meer dan 10 en zelfs tot 15 m hoog worden. De schors is grijswit, ruw en wratachtig en splijt snel. Het hout is wit tot lichtroze en hard. De bladeren zijn tot 8 cm lang, aan de bovenzijde glanzend groen, leerachtig, ovaal tot lancetvormig, niet voorzien van klierharen, en in tegenstelling tot die van de laurierachtigen, tegenoverstaand ingeplant. De bladrand is dikwijls omgekruld.
De bloemen zijn welriekend, viertallig, met een witte kroon, en staan in talrijke korte trossen in de bladoksels aan het einde van de takken.
De vruchten zijn 1 tot 2 cm grote bessen, die een beetje op een misvormde olijf lijken, aanvankelijk groen zijn en bij rijpheid violet-paars tot zwart worden.
De plant bloeit van februari tot juli.

## Habitat en verspreiding
Picconia excelsa is endemisch in Macaronesië, waar deze voorkomt op de Canarische Eilanden en Madeira. Op de Azoren wordt zijn plaats ingenomen door de verwante soort Picconia azorica.
De boom komt voor in subtropische bossen met een hoge relatieve luchtvochtigheid. Hij is kenmerkend voor en abundant in het Canarische en Madeira-laurierbos (laurisilva) en komt daar voor in het gezelschap van Laurus novocanariensis, Laurus azorica, Persea indica en Ocotea foetens.
Net als alle andere soorten van het laurierbos, wordt zijn voortbestaan bedreigd door het verdwijnen van zijn biotoop.

## Economisch belang
Het hout van Picconia excelsa is hard en zwaar, en werd gebruikt in de meubelmakerij, in de scheepsbouw, voor de constructie van landbouwgereedschap en voor het maken van wijnvaten.
In het Middellandse Zeegebied wordt de plant ook wel als tuinplant toegepast.
P. azorica · 
P. excelsa